# مهاجرت دانشجویان
مهاجرت دانشجویان (انگلیسی: Student migration) مهاجرت دانشجویان حرکت دانشجویان یک کشور به کشوری خارج از محل تولد یا تابعیت خود به مدت ۱۲ ماه یا بیشتر برای مطالعه و پژوهش است. در طی فرایند جهانی شدن، بین‌المللی شدن آموزش عالی نیز به‌طور چشمگیری افزایش یافت و به یک فعالیت مبتنی بر بازار تبدیل شد.
با افزایش سریع آموزش بین‌المللی، دانش آموزان بیشتر و بیشتر در جستجوی تحصیلات عالی در کشورهای خارجی هستند و بسیاری از دانشجویان بین‌المللی در حال حاضر خارج از کشور خودشان به عنوان اقامت دائم تحصیل می‌کنند.

## تاریخچه
در طول دوره استعمار، اکثر جریان دانشجویان از کشورهای مستعمره به کشورهای توسعه یافته مهاجرت کردند. دولت‌های امپریالیست مسیرها و زیرساخت‌هایی را برای اتباع انتخاب شده برای تحصیلات عالی فراهم می‌کنند. مفهوم تحصیل در خارج از کشور بر اساس این فرضیه بود که فارغ التحصیلان پس از اینکه مهارت‌های خود را توسعه دادند و ارزش‌های حاکمان استعمار را جذب کردند، به میهن خود برگردند تا سازمان استعمار را اداره کنند.
دوران جنگ سرد، تأثیر چشمگیری بر کمکهای خارجی و بودجه دانشجویان خارجی داشت. سیاست توزیع دانش علمی و به اشتراک‌گذاری پیشرفت‌های صنعتی کشورهای توسعه‌یافته با کشورهای در حال توسعه، نیازمند کمک موسسات آموزش عالی بود. حمایت از اداره انکشاف بین‌المللی ایالات متحده، مأموریت سیاست خارجی را با حمایت از آموزش عالی مرتبط کرد. رقبای جنگ سرد برنامه‌های تحصیلی خارج از کشور را تأمین کردند و در حال رقابت برای جذب دانشجویان مستعد از کشورهای در حال توسعه هستند.
یکی از مشهورترین برنامه‌های تبادل بین‌المللی که مهاجرت دانشجویان بین‌المللی را تسهیل و تشویق می‌کند، برنامه فولبرایت است. برنامه سالانه فولبرایت که در سال ۱۹۴۶ تأسیس شد، کمک‌های دانشجویان، دانش پژوهان، معلمان و حرفه‌ای را برای انجام مطالعات و تحقیقات فراهم می‌کند. برنامه فولبرایت در ابتدا با استفاده از درآمد حاصل از فروش دارایی‌های مازاد جنگ تأمین شد و بر مبنای ترویج «خیر بین‌المللی از طریق تبادل دانش آموزان در زمینه‌های آموزش و پرورش، فرهنگ و علم» تأسیس شد.
برنامه کلمبو برنامه دیگری بود که جنبش دانشجویان بین کشورها را تشویق کرد. طرح کلمبو در سال ۱۹۵۱ با هدف تقویت توسعه اقتصادی و اجتماعی منطقه آسیا اقیانوسیه تأسیس شد. طرح کلمبو مسئول حمایت از بیش از ۴۰٬۰۰۰ دانشجوی آسیایی برای تحصیل یا آموزش در مؤسسات آموزش عالی استرالیا است. تأمین مالی توسط کشورهای عضو، شامل ترکیبی از ۲۶ کشور مشترک‌المنافع و کشورهای غیر مشترک‌المنافع است.
از زمان دوران استعمار و جنگ سرد، مشخصات دانشجویان بین‌المللی تغییر چشمگیری داشته‌است. شیوه ای که دانشجویان مسافرت می‌کنند تغییر کرده‌است و اکثر دانشجویانی که به دنبال تحصیل در خارج از کشور هستند، خودشان نیازهای خود را تأمین می‌کنند.

## مهاجرت دانشجویان ایران
به گفته سورنا ستاری معاون علمی و فناوری رئیس‌جمهوری ایران، بر اساس آمارهای بین‌المللی کشور ایران در ابتدای انقلاب اسلامی، پیش از انقلاب ۲۷۰ هزار دانشجوی ایرانی در حال تحصیل بودند که از این میزان ۱۰۰ هزار نفر در دانشگاه‌های خارج از ایران مهاجرت کرده بودند. در حال حاضر ایران چهار میلیون و هفتصد هزار دانشو دارد که فقط ۱۷۰ هزار نفر در خارج از کشور تحصیل می‌کنند. از این تعداد دانشجو حدود ۴۸ هزار دانشجوی خارج از ایرانه مهاجرت کرده‌اند که ۱۲ هزار از آنان در آمریکا تحصیل می‌کنند و رتبه تعداد دانشجوی ایران در آمریکا بین ۱۲ تا ۱۶ متغیر است.
سورنا ستاری رئیس بنیاد ملی نخبگان ایران بیان کرد که بر اساس آمار سازمان همکاری اقتصادی و توسعه (OECD)، ایران جزء کشورهای با تعداد بالای ارسال‌کننده دانشجو به کشورهای پیشرفته محسوب نمی‌شود. ایران با داشتن 32 هزار و 758 دانشجو در OECD در میان ده کشور برتر فرستنده دانشجو قرار ندارد.

## سياست‎هاي كاهش روند مهاجرت نخبگان و متخصصان از كشور
شوراي عالي انقلاب فرهنگي در جلسه 519 مورخ 27/3/1382 سياست‎ها و راهكارهاي كاهش مهاجرت نخبگان را به اين شرح تصويب كرد:
1. ساماندهي شيوه‎هاي جذب و استخدام هزينه‎بگيرها در نظام آموزش عالي كشور،
2. ارایه امكانات ويژه به نخبگان،
3. ارایه اطلاعات بيشتر به نخبگان دربارهٔ ظرفيت‎ها و توانمندي‎هاي علمي و پژوهشي كشور،
4. توسعه ظرفيت و افزايش سطح آموزش‎ها و دوره‎هاي كارشناسي ارشد و دكترا بر مبناي نيازهاي توسعه كشور،
5. تحكيم مناسبات و علايق اجتماعي و عاطفي نخبگان با علايق ديني و ملي،
6. تلاش در راستای پاسداشت منزلت اجتماعي نخبگان و متخصصان و نهادينه شدن توليد فكر و انديشه به ارزش عمومي در جامعه،
7. تعميق انديشه‎ها و باورهاي ديني در ميان نخبگان و متخصصان،
8. تقويت تعاملات و ارتباطات بين دانشمندان و پژوهشگران و تقويت انجمن‎هاي علمي،
9. و تدوين مقررات تسهيل كننده در امر كارآفريني براي صاحبان تخصص.